# Focant
Focant (en wallon Focan) est une section de la ville belge de Beauraing située en Wallonie dans la province de Namur.
C'était une commune à part entière avant la fusion des communes de 1977.

## Évolution démographique
- Source: DGS, 1831 à 1970=recensements population, 1976= habitants au 31 décembre

## Économie
Ce village a figuré sur la liste d'une possible implantation du CERN, ce qui avait soulevé de grands espoirs en Wallonie dans les années 1960.